# Rätten till en tillfredsställande levnadsstandard
Rätten till en tillfredsställande levnadsstandard anses vara en mänsklig rättighet och levnadsstandard som omfattar bland annat mat, kläder och hem. Rätten till mat, rätten till hem och rätt till kläder finns vidare definierade.
Ett av de viktigaste talen som ledde till den artikel 25 av FN:s allmänna deklaration om de mänskliga rättigheterna var då USA:s dåvarande president Franklin Roosevelt 1941 höll Four Freedoms-talet, som omfattade yttrandefrihet, religionsfrihet, frihet från nöd och frihet från fruktan.
Även artikel 11 av Konventionen om ekonomiska, sociala och kulturella rättigheter rätten till en tillfredsställande levnadsstandard skyddar.

### Fotnoter
1. ↑  Alfredsson, Gudmundur; Eide, Asbjorn (1999). The Universal Declaration of Human Rights: a common standard of achievement. Martinus Nijhoff Publishers. sid. 524. ISBN 978-90-411-1168-5. http://books.google.com/books?id=FmuoB-BlMvEC&dq=%22right+to+property%22&source=gbs_navlinks_s